# Faisal ad-Dachil
Faisal Ali ad-Dachil (arabisch فيصل الدخيل, DMG Faiṣal ad-Daḫīl; * 13. August 1957) ist ein ehemaliger kuwaitischer Fußballspieler.
Er gilt als bester kuwaitischer Spieler aller Zeiten und belegte bei der Wahl zu Asiens Fußballer des Jahrhunderts den 14. Platz. Ad-Dakhils größter Erfolg war neben der Teilnahme an der WM 1982 mit der kuwaitischen Nationalmannschaft, bei der er das erste WM-Tor für Kuwait erzielte, der Gewinn der Asienmeisterschaft 1980. Er war außerdem Mitglied der kuwaitischen Auswahl, die 1980 in Moskau am olympischen Fußballturnier teilnahm und im Viertelfinale ausschied.
Während seiner aktiven Karriere spielte er für den kuwaitischen Verein al Qadsia Kuwait.